# Абейд Каруме
Абейд Каруме (4 серпня 1905 , Ньясаленд і Мера, Занзібар  — 7 квітня 1972 , Занзібар (місто) ) — політичний діяч Танзанії і Занзібару.

## Життєпис
Час і місце народження значною мірою міфологізовані. Так, наводяться варіанти його народження в Бельгійському Конго або Ньясаленді, разом з тим сам Абейд Каруме стверджував, що народився в сім'ї емігрантів у присілку Понгве на Занзібарі.
Отримав неповну середню освіту. У 1938 році очолив першу на Занзібарі профспілку моряків і докерів. У 1954 призначений радником міського управління міста Занзібар. У 1957 році брав участь у створенні партії Афро-Ширазі, її голова в 1957—1972 роках. У 1961 увійшов до складу першого уряду самоврядного Занзібару як міністр охорони здоров'я та адміністрації. З 1963  очолив опозицію в парламенті. В 1964 очолив повалення султанату в Занзібарі та став президентом незалежного Занзібару. Відіграв важливу роль в об'єднанні Занзібару з Танганьїкою в єдину державу. У 1964—1972 рр. президент Занзібару та віце-президент Танзанії.
Убитий 7 квітня 1972 р. внаслідок змови. Змовники були незадоволені тим, що Каруме сконцентрував всю владу в Занзібарі у своїх руках.